# جمعیت امام علی
جمعیت امداد دانشجویی مردمی امام علی یک سازمان غیردولتی در ایران بود که در سال ۱۳۷۸ بنیان گذاشته شد.
عمده فعالیت‌های این نهاد، رسیدگی به کودکان و زنان آسیب‌دیده بود. جمعیت امام علی از سال ۲۰۱۰ در شورای اقتصادی و اجتماعی سازمان ملل متحد، به عنوان مقام مشورتی عام عضویت دارد.
این سازمان را شارمین میمندی‌نژاد تأسیس کرد. طبق ادعای وبگاه جمعیت امام علی، ده هزار عضو داوطلب در این نهاد فعالیت می‌کردند.
این سازمان اسفندماه ۱۳۹۹ با دادخواست وزارت کشور و رای قطعی دادگاه پس از تجدیدنظر خواهی وکلای جمعیت منحل شد.

## فعالیت‌ها و طرح‌ها
جمعیت امداد دانشجویی مردمی امام علی از همان آغاز تأسیس خود، کنش‌های گوناگونی را برای کاهش معضلات اجتماعی در برنامه‌های خود قرار داد. در طی سالیان همواره راهبرد جمعیت برای انجام کنش‌های اجتماعی خود، نوآوری در استفاده از آیین‌ها و سنت‌های ملی و مذهبی موجود در جامعه و سازگاری آنها با نیازهای روز جامعه برای کاهش معضلات اجتماعی بوده‌است. به این معنی که یک آیین ملی و مذهبی در جامعه وجود دارد و به دلیل گذر زمان این آیین کارکرد خود را از دست داده و به نوعی روزمرگی تبدیل شده و حتی در بسیاری از موارد بجای اینکه به جامعه سود برساند، ضرر وارد کرده‌است. در مرامنامه اخلاقی جمعیت امام علی آمده که به حقوق بشر، برابری، صلح و آزادی ادیان احترام می‌گذارد.

### نقدها و نظرات
آیت‌الله سید علی خامنه‌ای، در سال ۱۳۹۵، برخی برنامه‌های این جمعیت را، بدون نام بردن از آن، «ارزنده» و «بزرگ» دانسته‌است.

### کوچه گردان عاشق
«کوچه‌گردان عاشق» نخستین و قدیمی‌ترین طرح جمعیت مستقل امداد دانشجویی مردمی امام علی است که از سال ۱۳۷۸ تاکنون بی‌وقفه برگزار شده‌است. در این طرح، کیسه‌های نیازهای یک‌ماهه هزاران خانواده محروم در شب‌های قدر توسط دانشجویان و مردم، تهیه و به درِ خانه‌های آنان برده می‌شود؛ و این حرکت در واقع به پیروی از کوچه‌گردی‌های امام علی در یتیم‌نوازی و مهر به همنوع، انجام می‌شود.
این آیین در بسیاری از شهرهای ایران اجرا شده‌است. همچنین پس از دریافت مقام مشورتی سازمان ملل متحد در سال ۱۳۸۹ برای نخستین‌بار به شکل بین‌المللی در کشورهای پاکستان و عراق نیز برگزار شد.

### کعبه کریمان
در این آیین اعضای جمعیت پس از شناسایی کودکان محروم، بازمانده از تحصیل، کودکان کار و کودکان بیمار به جمع‌آوری آرزوهای آنها می‌پردازند. کعبه‌های مقوایی، در مراسم اعتکاف بین معتکفین توزیع می‌شود تا توسط عموم مردم و خیرین برآورده شود. هدف آیین کعبه کریمان ترویج سیره عملی زندگی مولا علی با تمرکز بر بعد اجتماعی عبادت و اعلام این نکته است که همه افراد جامعه در قبال هم نوع خود مسئول هستند.

### طفلان مسلم
آیین طفلان مسلم از سال ۱۳۸۵ هرساله از آغاز محرم تا اربعین با هدف نجات نوجوانان محکوم به اعدام اجرا می‌شود. این طرح کودکانی را در کانون توجه قرار می‌دهد که بیشتر در درگیری‌های کودکانه مرتکب قتل شده و در انتظار حکم قصاص به سر می‌برند؛ کودکانی که بیشتر ساکن محلات محروم ایران هستند و از دوران کودکی در معرضِ آسیب‌های اجتماعی بوده‌اند.
جمعیت امام علی در همه ایام سال و به‌ویژه در بازه زمانی محرم تا اربعین تلاش می‌کند با حضور مداوم در کنار طرفین هر پرونده، در مسیر گرفتن رضایت قدم بردارد تا علاوه بر گسترش فرهنگ بخشش، فرصتی دوباره برای فردی ایجاد کند که از سرِ ناآگاهی و کودکی مرتکب اشتباه بزرگی همچون قتل شده‌است.

### یلدا در کوچه‌های فقر
با فرارسیدن شب یلدا، جمعیت امام علی در قالب طرح «یلدا در کوچه‌های فقر» و با برگزاری جشنی به مناسبت این سنت کهن ایرانی، بر آن است تا به کودکان محروم حاشیه شهرها بنشاند. همچنین تلاش می‌شود تا با انعکاس نیاز این مناطق، به مردم و سازمان‌های مسئول، راهی برای فراهم کردن تسهیلات اجتماعی برابر و مناسب ایجاد شود. هدف این طرح بودن در کنار کودکانی است که به دلیل کار کردن، فقر یا عدم اولویت فرهنگی از گرامیداشت این جشن در فضای خانواده محروم هستند. همچنین راهی برای ورود به محلات و معرفی آن است.

### شام عیاران
جمعیت امام علی در روز عاشورا و همزمان با شام غریبان، آیین «شام عیاران» را با شعار «ایران بدون اعتیاد» برگزار می‌کند. در این آیین با تأکید بر واقعه عاشورا و نجات انسانها و عنصر اصلی فرهنگ ایرانی یعنی عیاری و جوانمردی، کوشش می‌شود قدمی استوار در راه بریدن دست شوم اعتیاد از میهنمان برداشته شود.

### هفت‌سین برکت
جمعیت امام علی، از سال ۱۳۸۹ با طراحی طرح «هفت‌سین برکت»، مراسم تحویل سال نو را در کنار کودکان آسیب دیده، کودکان کار، محروم و بازمانده از تحصیل و… برگزار می‌کند. هدف از اجرای آیین‌های ملی مانند این آیین، حضور مردم در کنار کودکان آسیب‌دیده و توجه ویژه به کودکان ساکن در محلات حاشیه شهرها است.

### آیین صفای سعی
طرح «صفای سعی» جمعیت امام علی هرساله همزمان با موسم حج برگزار می‌شود، تا حاجیان در میان انجام مناسک حج به یاد تلاش‌های مادران تنهای شهر خود و هاجرهای معاصر باشند.
این طرح، بر پایه سعی میان صفا و مروه که آئینی است به یاد هروله‌های بی‌امان هاجر برای نجات فرزندش، در ایام حج به سرزمین نور، دفترچه‌های حاوی اعمال مناسک حج، به همراه شرح وضعیت زنان سرپرست خانوار که می‌توان به عنوان هاجرهای معاصر از آن‌ها یاد کرد را در اختیار حجاج قرار دهند تا در میان انجام مناسک حج به یاد تلاش‌های مادران تنهای شهر خود باشند و بخشی از هزینه‌های مربوط به مراسم بازگشت خویش را برای زنان سرپرست خانوار در نظر بگیرند.»

### بوی عیدی
نمایشگاه بوی عیدی یکی از طرح‌های جمعیت امام علی است که هرساله در میانه اسفند در ایران برگزار می‌شود. در این بازارچه محصولات کارآفرینی‌های ایجاد شده توسط مادران سرپرست خانوار محله‌های محروم و حاشیه به فروش می‌رسد.

### لیگ پرشین
این لیگ که از سال ۱۳۹۴ توسط جمعیت امام علی راه اندازی شده، بزرگترین رخداد ورزشی ویژه مناطق حاشیه‌نشین ایران است و بسیاری از بازیکنان حاضر در این لیگ، نان‌آوران کوچک خانواده‌های خود هستند و در زندگی، با سختی‌های بسیاری دست به گریبانند.
از جمله مهمترین اهداف لیگ پرشین، علاوه بر توجه و تذکر دادن به مسئولان و ارگان‌هایی چون بهزیستی، وزارت ورزش و جوانان و غیره ترویج ورزش در محلات محروم و پرآسیب و ایجاد خودباوری در کودکان و نوجوانان این مناطق است. پژوهش‌های بسیار و نیز تجربیات ما نشان می‌دهد که ورزش، با ایجاد هویت سازنده و تقویت خودانگاره مثبت، تأثیر پررنگ و غیرقابل انکاری در پیشگیری از سوق یافتن کودکان به سوی افسردگی، اعتیاد، خشونت و بزه دارد.

### سمینارهای برگزار شده توسط جمعیت امام علی

#### سمینار بررسی وضعیت کودکان سرطانی
سمینار «بررسی وضعیت کودکان سرطانی در سه بخش پزشکی، روانپزشکی و هنری» از ۷ آذر ۱۳۷۹ به مدت شش روز از سوی تشکل دانشجویی جمعیت امام علی در دانشگاه صنعتی شریف برگزار شد.

#### سمینار تخصصی کودکان کار و خیابان
جمعیت امام علی به عنوان سازمانی مردم‌نهاد در اسفند ۱۳۹۲ اقدام به برگزاری سمیناری تخصصی با عنوان «کودکان کار و خیابان» کرد. سرفصل‌های اجرایی سمینار شامل موضوعاتی هم‌چون جغرافیای کودک کار درایران، بررسی قوانین و مقررات، آسیب‌شناسی اجتماعی و مددکاری، بررسی اقدامات صورت گرفته در زمینه معضل کودکان کار توسط مسئولین، صدای کودکان کار و تجربیات جهانی است. لازم است گفته شود انتشار کتابی با عنوان مجموعه سخنرانی‌های سمینار تخصصی کودکان کار با موضوعیت آسیب‌شناسی معضل کار کودک و راهکارهای موجود در راستای رفع کار کودکان از نتایج برگزاری این سمینار ملی بوده‌است.

#### سمینار تخصصی اعتیاد زنان باردار
جمعیت امداد دانشجویی مردمی امام علی در آذر ۱۳۹۳ با برگزاری سمینار تخصصی اعتیاد زنان باردار، از جنبه‌های اجتماعی، حقوقی، پزشکی و روانشناختی به این مسئله نگاه کرد و با همفکری با افراد متخصص، اساتید و دانشجویان، راهکارهای پیشنهادی برای بهبود وضعیت این زنان را بررسی کرد.

#### سمینار اعتیاد کودکان و نوجوانان در محلات معضل‌خیز
جمعیت دانشجویی امام علی در بهمن ۱۳۹۳ در دانشکده علوم اجتماعی دانشگاه تهران، سمیناری با موضوع «اعتیاد کودکان و نوجوانان در محلات معضل‌خیز» برگزار نموده و ابعاد این بحران را از زوایای گوناگون با حضور کارشناسان و فعالان اجتماعی در زمینه کودک بررسی کرده‌است.

#### سمینار ازدواج کودک
نخستین سمینار ملی ازدواج کودکان به منظور بررسی عوامل و پیامدهای ازدواج کودکان در محلات حاشیه‌نشین و محروم ایران به همت جمعیت امداد دانشجویی امام علی و با حضور نمایندگانی از سه قوه، اساتید دانشگاه و فعالان اجتماعی در تاریخ ۲۰ آذر ۱۳۹۵ در سالن بهرامی دانشگاه علم و صنعت برگزار شد. محورهای اصلی سمینار بررسی مسئله ازدواج کودک از منظر فرهنگی، اجتماعی، حقوقی، فقهی و سلامت بود. در این سمینار برای نخستین‌بار تجربیات جهانی در زمینه ازدواج کودکان مطرح و به شکل بومی نیز به این موضوع پرداخته شد. در این سمینار خلاصه‌ای از کتاب ازدواج کودک شامل، پژوهش میدانی در سکونتگاه‌های فقیرنشین پیرامون عوامل و پیامدهای ازدواج کودک و گونه‌شناسی آن در قومیت‌های گوناگون در کشور، مصاحبه‌های صورت گرفته با اساتید و صاحب‌نظران این زمینه، مجموعه سخنرانی‌های سمینار و همچنین مقالات پذیرفته‌شده ارائه شد. ازجمله نتایج قابل‌تأمل این پژوهش می‌توان به آمار میزان سواد اشاره نمود؛ تنها ۳٪ از جامعه آماری تحصیلات بالاتر دیپلم داشتند؛ میزان درآمد ماهیانه ۷۰٪ از آن‌ها کمتر از ۵۰۰ هزار تومان بوده‌است؛ ۷۸٪ از پدران درگیر اعتیاد بودند؛ بیش از ۷۰٪ از آنها ترک تحصیل کرده بودند؛ بیش از ۸۰٪ از آنان تمایل نداشتند که فرزندانشان در کودکی ازدواج کند. دومین سمینار ازدواج کودکان نیز در دانشکده علوم اجتماعی دانشگاه علامه طباطبایی تهران در اردیبهشت ۱۳۹۶ توسط این جمعیت برگزار شد.

#### سمینار کودک‌آزاری در سکونتگاه‌های فقیرنشین
سمینار «کودک‌آزاری در سکونتگاه‌های فقیرنشین» در سالن رازی دانشکده داروسازی دانشگاه تهران برگزار شد. در این سمینار، پدیده سکونتگاه‌های فقیرنشین، فقر و ارتباط آن با کودک‌آزاری بررسی شد. بخش حقوقی این سمینار با حضور امیر احمد زینالی، استاد دانشگاه؛ زهرا رحیمی، مدیرعامل جمعیت امام علی؛ محمدجواد فتحی، عضو کمیسیون حقوقی و قضایی مجلس و مظفر الوندی، دبیر سابق مرجع ملی حقوق کودکان به بررسی ابعاد حقوقی کودک‌آزاری و لایحه حمایت از کودکان در مجلس اختصاص داشت.

#### سمینار مادرانه با تأکید بر بارداری دختران کم سن و زنان افغان
نخستین همایش طرح «مادرانه»، در راستای طرح معضل مادران آسیب دیده باردار، معتاد و حاشیه‌نشین، به همت اعضای جمعیت امام علی، در اردیبهشت ۱۳۹۳ در دانشگاه تهران برگزار شد.

#### همایش سیل سراسری ایران
همایش سیل سراسری ایران» به کمک جمعیت امداد دانشجویی مردمی امام‌علی در دانشگاه شریف برگزار شد. دراین همایش که سخنرانان متفاوت از زمینه‌های گوناگون برای آسیب‌شناسی سیل و اتفاقات پس از آن حضور داشتند، دیدگاه‌های مهمی از آسیب‌های سیل و سوء مدیریت‌ها عنوان شد. فعالان محیط زیست، فعالان اجتماعی و مددکاران جمعیت امام‌علی که هنگام سیل در مناطق گوناگون ایران برای کمک‌رسانی حضور داشتند تجربیات خود را مطرح نموده و به بحث و تبادل نظر پرداختند.

### خانه‌های ایرانی
جمعیت امام علی با کمک مردم، ۳۳ خانه ایرانی را در سال ۱۳۸۴ در نقاط محروم ایران ایجاد کرده‌است. این مراکز، سرپناهی برای کودکان بی‌خانمان در طول روز، گرمای تابستان، و سرمای زمستان هستند که با دود کردن اسفند، فروش فال و سیگار، هزینه خود و خانواده را فراهم می‌کنند.
همچنین خانه‌های ایرانی، جایی برای ارائهٔ خدمات امدادی به کودکان و زنان هستند. خانه ایرانی، مرکز کنش‌هایی ازجمله روان‌شناسی، جلسات مشاوره‌های فردی و گروهی، رده‌های آموزشی تحصیلی، هنری، فرهنگی ورزشی برای کودکان، آموزش مهارت‌های خوداشتغالی برای زنان سرپرست خانوار، امور مربوط به درمان خانواده‌ها و غیره است. جمعیت امام علی بیش از ۳۵۰۰ کودک را در مناطق محروم ایران تحت پوشش دارد. جمعیت امام علی که زمینهٔ فعالیت خود را در زمینه یاری رساندن به کودکان کار و زنان سرپرست خانوار تعریف نموده‌است، در بخشی از فعالیت خود با ایجاد خانه‌های اشتغال سعی در سوق دادن زنان و مادران از شغل‌های کاذب به حرفه‌های گوناگون نموده‌است. به این ترتیب با ایجاد یک منبع درآمد برای این مادران، کودکان آنها به مرور از چرخهٔ کار در خیابان و کارگاه‌ها خارج شده، می‌توانند به تحصیل خود ادامه داده و از حقوق اولیهٔ خود بهره‌مند شوند.

### کنش‌های فرهنگی و هنری

#### تئاتر
یکی از این کنش‌های جمعیت امام علی آموزش تئاتر به کودکان است، آموزش تئاتر نه به قصد بازیگر کردن کودکان کار، بلکه که به قصد پیدا کردن راهی برای کمک به آن‌ها، راهی که بتوانند که از طریق آن خشمی را که آسیب‌های اجتماعی در وجودشان به یادگار می‌گذارد تخلیه کنند.
نمونه نمایش‌هایی که با بازی کودکان تحت پوشش جمعیت امام علی به روی صحنه رفته‌اند:
- نمایش «سی‌مرغ» برگرفته از منطق‌الطیر عطار[۵۱]
- تصمیم جمعه سیاه کبری[۵۰]
- هفت برخون خوان رستم[۵۰]

#### نگارخانه عکس و نقاشی
- نمایشگاه عکس و نقاشی «کودکی گمشده» از آثار کودکان کار[۵۲]
- نمایشگاه نقاشی جمعیت امداد دانشجویی - مردمی امام علی در دانشگاه فردوسی مشهد[۵۳]
- نمایشگاه نقاشی «سنگ، کاغذ، قیچی» در نگارخانه فرزاد[۵۴]
- نمایشگاه نقاشی کودکان کار در شیراز[۵۵]

### کنش‌های ورزشی

#### لیگ فوتبالپرشین
در سال ۱۳۸۵ برای نخستین‌بار، جمعیت امام علی در محله فرحزاد تهران تیم فوتبالی که از کودکان مناطق حاشیه‌ای و در معرض خطر بودند، به نام «پرشین» تشکیل داد و به برگزاری و اجرای طرح‌ها و مسابقات ورزشی با هدف توسعه صلح و ایجاد فرصت‌های برابر ورزشی برای کودکان پرداخت. تیم پرشین پس از شرکت در مسابقات گوناگون توانست مدارج گوناگون ترقی را طی کند. پس از آن با گسترش مراکز جمعیت امام علی در سایر استان‌ها و تمرکز بر مسئله ورزش، تیم‌های گوناگونی تحت این عنوان شکل گرفتند که منجر به تشکیل باشگاه پرشین شد. باشگاهی که امروزه متشکل از ۴۴ تیم در رده‌های گوناگون سنی است. هم‌اکنون باشگاه ورزشی پرشین با ۸۰ تیم ورزشی در رشته‌های فوتبال، والیبال، شنا، دوومیدانی، کاراته و … در حال فعالیت است.

#### لیگ دو و میدانی پرشین
در روز ۱۸ اسفند ۱۳۹۷ کمیته ورزش جمعیت امام علی برای نخستین‌بار در محله دروازه غار، مسابقه دوی همگانی را با هدف ترویج فرهنگ ورزش و اعتراض به اعتیاد فراگیر در محلات حاشیه، برگزار کرد. جمعیت امام علی نخستین دوره مسابقات دو و میدانی لیگ پرشین را با شعار قهرمانان بزرگ، نان‌آوران کوچک و به منظور حمایت از زمین‌لرزه‌زدگان غرب ایران در ورزشگاه شهید کشوری برگزار کرد. دومین دوره مسابقات دوومیدانی پرشین در ورزشگاه شهید کشوری برگزار شد. در این دوره مسابقات نزدیک به ۱۵۰ نفر در بخش پسران و ۲۵۰ نفر هم در بخش دختران شرکت کردند.

#### لیگ والیبال
باشگاه پرشین جمعیت امام علی تاکنون یک دوره مسابقات والیبال برای دختران در سال ۱۳۹۶ برگزار کرده‌است.

### امدادرسانی در شرایط بحران

#### سیل خوزستان در سال ۱۳۹۵
جمعیت امام علی برنامه امدادرسانی خود را برای یاری‌رسانی به آسیب‌دیدگان سیل در مناطق جنوب ایران با تمرکز بر مناطق شوش، شوشتر، و دزفول با تشکیل تیم‌های امداد و نجات آغاز کرده‌است. کمیته بلایای طبیعی جمعیت امداد دانشجویی مردمی امام علی ۲ اردیبهشت ۱۳۹۵ با هدف بررسی روند امدادرسانی به سیل‌زدگان جنوب ایران جلسه اضطراری تشکیل داد. در این جلسه گزارش‌های رسیده از تیم شناسایی جمعیت که به منطقه اعزام شده‌است، مورد ارزیابی قرار گرفت.

#### زمین‌لرزه کرمانشاه در سال ۱۳۹۶
با وقوع زمین‌لرزه در نخستین روز از آذر ۱۳۹۶ در کرمانشاه، جمعیت امام علی با اعزام بیش از ۴۶۰ نفر نیروهای داوطلب جمعیت در قالب چهار گروه متشکل از ۴۰ پزشک، ۳۰ روانشناس، ۶۰ متخصص کار با کودک و نیروهای پشتیبانی شناسایی و امدادرسانی به مناطق زمین‌لرزه‌زده را آغاز کرد.

#### سیل‌های سراسری سال ۱۳۹۸
با آغاز سیل سراسری فروردین ۱۳۹۸ در استان‌های گلستان، لرستان، و خوزستان، جمعیت امام علی با اعزام نیروی داوطلب مردمی به خدمات امدادی و پزشکی در شهرهای سیل‌زده پرداخت. همچنین این جمعیت حضوری گسترده در فرستادن اقلام خوراکی و دارویی از طریق کمک‌های مردمی به سیل‌زدگان گلستان، غرب و جنوب غرب ایران داشت.

## انحلال
۱۳ اسفندماه ۱۳۹۹ سعید دهقاناز وکلای جمعیت امام علی، از صادر شدن حکم انحلال جمعیت امام علی خبر داد.
به گفته سعید دهقان « «این رای مفصل و ۸ صفحه‌ای- با محتوایی که کاملاً از بی‌طرفی خارج است» صادر شد و به نظر می‌آمد «حکم از قبل انشاء شده بود».
۱۲ اسفندماه با دادخواست وزارت کشور جمهوری اسلامی جلسه دادگاه رسیدگی به پرونده جمعیت امام علی برگزار شده بود و تقریباً تا پایان وقت اداری طول کشیده بود و در نهایت حکم به انحلال جمعیت را صادر کرد.
دادخواستی که توسط وزارت کشور مطرح شده در ۵ محور و بحث خروج جمعیت از موضوع فعالیت و اجرای اهداف بود. وکلای جمعیت امام علی اما اعلام و توضیحاتی ارائه دادند و گفتند که هر فعالیتی که جمعیت انجام داده در چارچوب اساسنامه بوده‌است.
ابوذر نصرالهی، وکیل جمعیت امام علی گفت که این سازمان به حکم اعتراض خواهد کرد و امیدوار است که این حکم، در دادگاه تجدیدنظر تغییر کند. همچنین وزارت کشور اعلام کرده است که تجدیدنظرخواهی حق جمعیت امام علی است. دادگاه تجدید نظر خرداد ۱۴۰۱ حکم انحلال این سازمان را تأیید کرد.

## برخوردهای قضایی

### بازداشت مدیران
شامگاه ۱ تیر ۱۳۹۹ شارمین میمندی‌نژاد مؤسس جمعیت خیریه امام علی، کتایون افرازه و مرتضی کی‌منش دو عضو دیگر این سازمان بازداشت شدند. بعد از هفده روز یعنی در تاریخ ۱۸ تیر ۱۳۹۹، محمد طالقانی، دیگر عضو جمعیت امام علی نیز بازداشت شد. 
جمعیت امام علی در طول سال‌ها گزارش‌های زیادی از آزار جنسی، تجاوز، و مرگ کودکان کار، اعتیاد نوزادان و ازدواج اجباری کودکان منتشر کرده بود که از نگاه شماری از مدیران حکومتی ایران، سیاه‌نمایی و دادن بهانه به دشمن برای تبلیغ منفی علیه نظام بود.
جمعیت در بیانیه‌ای که پس از بازداشت مؤسس و دو عضو خود منتشر کرده، می‌گوید آن‌ها با شکایت قرارگاه ثارالله سپاه، و به اتهام‌های «توهین» به رهبر و بنیانگذار جمهوری اسلامی و «اقدام علیه امنیت ملی» بازداشت شده‌اند. در بیانیه این نهاد خیریه تأکید شده که با وجود قرار قبلی بازداشت‌شدگان به قید وثیقه آزاد نشده‌اند، مشخص نیست در چه مکانی هستند و «عملاً هیچ‌گونه پاسخ‌گویی رسمی در این مورد صورت نگرفت». بنا بر این بیانیه شارمین میمندی‌نژاد مؤسس این جمعیت خیریه، کتایون افرازه، بازرس و مرتضی کی‌منش، مسئول روابط عمومی آن، «به‌صورت موازی» بازداشت شده‌اند؛ در حالی‌که خانه میمندی‌نژاد «بیش از چهار ساعت» تفتیش شده‌است.
اتهام شارمین میمندی‌نژاد «توهین» به رهبر و بنیان‌گذار جمهوری اسلامی و اتهام افرازه، کی‌منش و طالقانی «اقدام علیه امنیت ملی» عنوان شده‌است. بنا به گفته جمعیت خیریه امام علی، نیروهای امنیتی و قضایی پس از تفتیش خانه مؤسس این جمعیت، همراه خود او به دفتر مؤسسه رفته‌اند، دوربین‌ها را از کار انداخته، همه مدارک مالی و اداری، کامپیوترها و سرورها را برده‌اند. در این بیانیه همچنین گفته شده که در هنگام بازداشت مرتضی کی‌منش «نیروهای امنیتی متوسل به خشونت و ضرب و شتم شده و حکم قضائی ادعایی آن‌ها برای تفتیش خانه نیز به‌طور کامل مشاهده نشده‌است».
افرازه نیز پس از مراجعه به محل بازداشت مرتضی کی‌منش، بازداشت شده‌است. محمد طالقانی نیز در منزل شخصی خود با یورش مامورین بازداشت شده و سپس به بند ۲-الف اوین منتقل گردید.  نهاد خیریه ایرانی گمانه زده که تنها بهانه برای ورود به خانه اعضای جمعیت و دفتر آن «جمع‌آوری اطلاعات است تا بر پایه این اطلاعات احتمالی، اتهام‌های بعدی پایه‌ریزی شود». «جمعیت امداد دانشجویی مردمی امام علی» در بیانیه خود ضمن آن‌که خواستار آزادی فوری و بدون قید و شرط اعضایش شده تأکید کرده «هیچ‌گونه پرونده‌سازی و تهمتی را قابل قبول نمی‌داند». این بنیاد پیشتر نیز از تماس‌های تلفنی «تهدیدآمیز» با شماری از اعضای خود در جریان کمک به شهروندان از جمله در پی سیل گسترده سال ۱۳۹۸ خبر داده بود. بنیاد خیریه امام علی گفته فعالیت‌هایش «متوقف نشده‌است».
در ۷ تیر ۱۳۹۹ رخشان بنی‌اعتماد به بازداشت اعضای جمعیت امام علی، اعتراض کرد.